# Хронофотография
Хронофотографията е фотографска техника, разработена около 1867 година, използвана за заснемане на движение в няколко последователни кадъра, чрез използването на поредица отделни фотоапарати. След това кадрите се използват или за представяне на анимация, или за наслагване в едно общо крайно изображение. Хронофотографията е създадена и първоначално използвана за научни изследвания на движението и е един от предшествениците на кинематографията.